# Landkreis Plöhnen

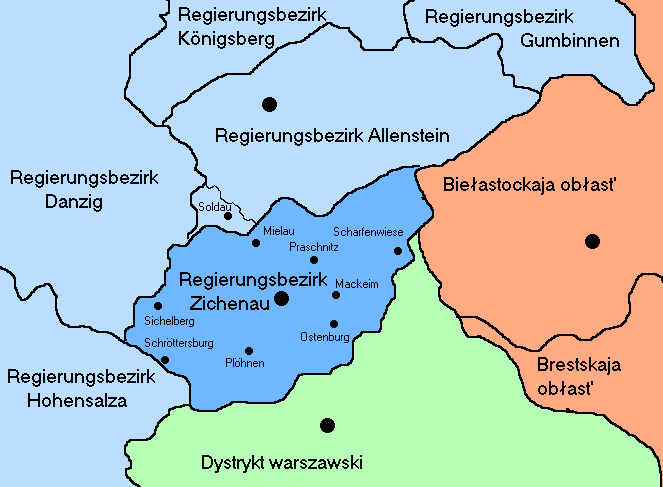
Regierungsbezirk Zichenau

Der Landkreis Plöhnen (polnisch: Płońsk, dann deutsch zunächst: Plonsk) bestand zwischen 1939 und 1945 im besetzten Polen. Er umfasste am 1. Januar 1945 siebzehn Amtsbezirke mit der entsprechenden Anzahl von Städten und Gemeinden.

## Verwaltungsgeschichte

### Polen
Der Landkreis Płońsk gehörte bei Beginn des Zweiten Weltkrieges zu Polen und zwar zur Woiwodschaft Warszawa (= Warschau).

### Deutsches Reich
Nach dem Überfall auf Polen wurde zum 26. Oktober 1939 der Landkreis Płońsk als Teil des neuen Regierungsbezirks Zichenau der Provinz Ostpreußen und damit dem Deutschen Reich völkerrechtswidrig angegliedert.
Zum 20. November 1939 wurde noch ein Teil des Landkreises Warszawa aus dem Generalgouvernement für die besetzten polnischen Gebiete eingegliedert, und zwar ein Streifen am Südufer der Weichsel.
Zum 29. Dezember 1939 wurde der Landkreis Płońsk zunächst in Plonsk umbenannt und am 21. Mai 1941 in Plöhnen eingedeutscht.
Das Landratsamt war in Plonsk/Plöhnen.
Im Januar 1945 wurde das Kreisgebiet durch die Rote Armee besetzt und wurde danach wieder ein Teil Polens.

## Kommunalverfassung
Nach der Eingliederung in das Deutsche Reich wurden alle Städte und Gemeinden in Amtsbezirken zusammengefasst und durch Amtskommissare verwaltet. Kreissitz war die namengebende Stadt Płońsk bzw. Plöhnen.

## Landräte

### Landkommissar in Płońsk
1939–9999: Hermann Conring (1894–1989)
1939–9999: Ernst Speidel (1879–1957)

### Landräte von 1939 bis 1945
1939–1940: Ernst Speidel (vertretungsweise)
1940–1945: Walter Moser

## Ortsnamen
Durch unveröffentlichten Erlass vom 29. Dezember 1939 galten vorläufig die bisher polnischen Ortsnamen weiter. Dabei hatte es bis Kriegsende sein Bewenden bis auf zwei Ausnahmen:
- Płońsk: 1941: Plöhnen,
- Nowy Dwór: 1939: Neuhof, 1942: Bugmünde.